# Meioneta tibialis
Meioneta tibialis är en spindelart som först beskrevs av Andrei V. Tanasevitch 2005.  Meioneta tibialis ingår i släktet Meioneta och familjen täckvävarspindlar. Inga underarter finns listade i Catalogue of Life.